# شیخ عیسی العاشوری
شیخ عیسی العاشوری (به عربی: الشیخ عیسی العاشوری) یک روستا در سوریه است که در ناحیه درکوش واقع شده‌است. شیخ عیسی العاشوری ۹۸۴ نفر جمعیت دارد.